# 732년

## 연호
- 당(唐) 개원(開元) 20년
- 발해(渤海) 인안(仁安) 14년
- 일본(日本) 덴표(天平) 4년

## 기년
- 당(唐) 현종(玄宗) 21년
- 신라(新羅) 성덕왕(聖德王) 31년
- 발해(渤海) 무왕(武王) 14년

## 사건
- 장문휴가 당나라 등주(지금의 산둥성)을 공격
- 투르 푸아티에 전투 (프랑크 왕국 vs 우마이야 왕조)

## 사망
- 당나라의 사학자 사마정